# Giuseppe Diziani
Giuseppe Diziani (Venezia, 12 giugno 1732 – Venezia, 20 dicembre 1803) è stato un pittore e restauratore italiano.
Figlio del più noto Gaspare e di Angela Feltrin, è annoverato nella fraglia dei pittori nel periodo 1761-1773 assieme al fratello Antonio.
Nel 1773 fu priore del Collegio dei pittori e in seguito ricoprì vari incarichi nell'organizzazione professionale degli artisti veneziani, affiancato dal fratello e con Pietro Edwards nel ruolo di ispettore di restauro della Repubblica di Venezia.
Di lui ci sono pervenute pochissime opere. Gruppi di tele si trovano: a Cividale del Friuli, presso la chiesa di San Giovanni Battista o in Valle; a Udine, presso il  Santuario della Beata Vergine delle Grazie; a Treviso, presso la chiesa di Sant'Ambrogio di Fiera. Alcuni disegni sono conservati al Museo Correr.
Fu ben più attivo nel restauro, lavorando nel laboratorio allestito nel refettorio dei Santi Giovanni e Paolo dall'Edwards. Nel 1774 si occupò della scenografia dell'Olimpiade del Metastasio con la quale veniva riaperto il teatro San Benedetto.
La critica ritiene il Diziani un "pittore di storia", perfettamente in linea con la moda del tempo e ben lontano dagli originali insegnamenti del padre.